# Chondrostoma phoxinus
Chondrostoma phoxinus là một loài cá vây tia trong họ Cyprinidae.
Nó được tìm thấy ở Bosna và Hercegovina và Croatia.
Các môi trường sống tự nhiên của chúng là sông, sông có nước theo mùa, và karst nội địa.
Nó bị đe dọa do mất môi trường sống and considered Critically Endangered (CR).